# عشة الغاربين (أسلم)

تعديل مصدري - تعديل

عشة الغاربين هي إحدى قرى عزلة أسلم الوسط بمديرية أسلم التابعة لمحافظة حجة، بلغ تعداد سكانها 35 نسمة حسب تعداد اليمن لعام 2004.